# Перепис населення Океану

Логотип проєкту

Перепис населення Океану (англ. Census of Marine Life, скор. CoML) — міжнародний  біологічний,  океанологічний,  картографічний,  екологічний проєкт, що проводився з 2000 року до початку жовтня 2010 року в водах  Світового океану.

## Основні цілі
Коротко  сформульовані три базові цілі проєкту:
1. Хто жив в океані?
2. Хто живе в океані?
3. Хто буде жити в океані?

Більш докладно дослідники розглядали такі питання:
- Конструювання моделі історії популяцій морських мешканців з часів активного хижацтва людини в Світовому океані (приблизно останні 500 років). Цей розділ досліджень отримав назву «Історія популяцій морських мешканців» (англ. History of Marine Animal Populations).
- Перепис живих істот, що мешкають в Океані в даний час. Для цього було організовано 14 «польових» напрямків: дослідники, користуючись найсучаснішими технологіями, вивчали життя у всіх океанах земної кулі.
- Прогнозування, хто буде жити в Океані. Для цього використовувалися технології наукового (англ. Scientific modelling) і  комп'ютерного моделювання. Також вчені займалися збором і компонуванням даних з різних джерел, створювали нові статистичні та аналітичні інструменти. Цей розділ досліджень отримав назву «Майбутнє популяцій морських мешканців» (англ. Future of Marine Animal Populations).
- Створення Єдиної бази даних по морських мешканцях (англ. Ocean Biogeographic Information System). В майбутньому, дослідники припускають, можна буде з будь-якого комп'ютера зайти в цю базу і, вибравши відповідну океанську зону, дізнатися про її «населення».[2]

## Основні результати
За десять років роботи, в якій взяли участь понад 2700 дослідників з 80 країн, було проведено понад 500 експедицій, складено набір карт, опубліковано три книги і понад 2600 наукових статей. Була створена Єдина база даних по морських мешканцях (англ. Ocean Biogeographic Information System), в яку увійшло понад 28  мільйонів спостережень, в якій описуються більше 120 000 видів океанських живих істот.

## Складові проєкту

### «Польові» напрямки
- Перепис глибоководного життя (англ. Census of Diversity of Abyssal Marine Life, скор. CeDAMar) — дослідження найглибших ділянок Світового океану[3].
- Перепис морських мешканців  Антарктики (англ. Census of Antarctic Marine Life, скор. CAML) — дослідження морських мешканців  Південного океану[4].
- Різноманітність Північного Льодовитого океану (Arctic Ocean Diversity, скор. ArcOD) — дослідження життя в  Північному Льодовитому океані в пан-арктичному масштабі. Крім морських мешканців акцент робився на поглиблених дослідженнях  морського льоду, водяних колон (англ. Water column) і  океанського дна[5].
- Континентальні крайові екосистеми (Continental Margin Ecosystems, скор. CoMargE) — дослідження бентоса і донних мешканців. Напрямок стартував в 2005 році під керівництвом  французів Міріам Сіб'є ( Myriam Sibuet) і Ленек Мено (Lenaick Menot)[6].
- Проєкт  Тихоокеанського шельфового стеження (англ. Pacific Ocean Shelf Tracking Project, скор. POST) — дослідження «морський частини» життя  тихоокеанського лосося. Використовувалася система телеметрії POTENT (Pacific Ocean Tracking and Evaluation NeTwork), покликана розвивати і покращувати рибальство цього лосося, а в майбутньому — і інших промислових риб[7].
- Перепис населення коралових рифів (англ. Census of Coral Reefs, скор. CReefs) — дослідження життя  коралових рифів, значне поглиблення знань людства про  таксони  тропічного поясу, з використанням новітніх технологій (наприклад, апаратів, що працюють з ДНК-кодом)[8].
- Міжнародний перепис океанських мікроорганізмів (англ. International Census of Marine Microbes, скор. ICoMM) — дослідження океанічних  одноклітинних, особливо  бактерій,  архей і  протистів, а також пов'язаних з ними вірусів[9].
- Проєкт «Екосистема Серединно-Атлантичного хребта» (англ. Mid-Atlantic Ridge Ecosystem Project, скор. MAR-ECO) — дослідження життя над  Серединно-Атлантичним хребтом і біля нього. Особлива увага приділялася  рибам,  ракоподібним,  головоногим, студенистому планктону і іншим істотам, що активно пересуваються; а також  морським птахам і  китоподібним[10].
- Природна географія прибережних зон (англ. Natural Geography in Shore Areas, скор. NaGISA) — дослідження прибережних зон всієї суші земної кулі. У планах — продовжувати спостереження за цими ділянками протягом 50 років. Цікаво, що слово nagisa  японською означає «вузька смуга, де море зустрічається із сушею».
- Програма затоки Мен ( Gulf of Maine Program, скор. GoMA) — регіональне дослідження  затоки Мен, спрямоване на отримання додаткових знань про саморегуляцію  екосистем, про повний харчовий ланцюжок його мешканців[11].
- Загальний перепис морських мешканців підводних гір (англ. Global Census of Marine Life on Seamounts скор. CenSeam) — глобальне дослідження життя на  підводних горах. Дослідники задалися питаннями: яка роль підводних гір у біогеографії, біологічній варіативності, в розвитку морських мешканців? Як оцінити руйнівний ефект людської діяльності на цих горах? Які чинники впливають на відмінність морських мешканців таких гір і інших місць в Океані? Напрямок стартував у 2005 році[12].
- Маркування тихоокеанських хижаків (англ. Tagging of Pacific Predators, скор. TOPP) — міжнародне дослідження, спрямоване на вивчення життя, міграцій, розмноження великих пелагіальних мешканців північної частини  Тихого океану; а також  риб,  черепах,  птахів,  ластоногих,  китів,  кальмарів Гумбольдта (англ. Humboldt Squid) — так як вони регулярно перетинають гігантські відстані найбільшого океану планети[13].
- Біогеографія глибоководних хемосинтезних екосистем (англ. Biogeography of Deep-Water Chemosynthetic Ecosystems, скор. ChEss) — глибоководні дослідження, спрямовані на вивчення таких незвичайних явищ як «чорні курці», англ. cold seep, «падіння китів на дно» (англ. Whale fall),  "життя без кисню ". Вчений, який брав участь в цьому напрямку, Мішель Сегонзак (фр. Michel Segonzac) зробив в рамках цього проєкту, мабуть, найгучніше відкриття десятиліття — ним був виявлений і описаний десятиногий рак Kiwa hirsuta[14].
- Перепис зоопланктону (англ. Census of Marine Zooplankton, скор. CMarZ) — дослідження, спрямоване на вивчення існуючих видів зоопланктона і виявлення нових. Основний упор був зроблений на зоопланктон, що дрейфує по Океану безперервно протягом всього свого життя (холозоопланктон). Описано близько 6800  видів[15].

### «Кабінетні» напрямки
- Єдина база даних по морських мешканцях (англ. Ocean Biogeographic Information System, скор. OBIS) — міжнародна інформаційна система, що містить дані про морських мешканців. Доступна через Інтернет без обмежень і не вимагає установки ніякого додаткового програмного забезпечення[16].
- Майбутнє популяцій морських мешканців (англ. Future of Marine Animal Populations, скор. FMAP) — спроба передбачити майбутнє життя в Океані, майбутнє рибальства, прийдешні зміни клімату, заснована на накопиченому людством досвіді.
- Історія популяцій морських мешканців (англ. History of Marine Animal Populations, скор. HMAP) — створена для представлення динаміки морських екосистем в глобальному часовому масштабі, для розуміння ролі морських ресурсів у господарській діяльності людства. HMAP буде точкою відліку для оцінки майбутніх змін популяції морських мешканців, від якої можна буде відстежувати зміни морських екосистем, пов'язані з діяльністю людини[17].
- Картографування і візуалізація (Mapping & Visualization) — ця група вчених, що розташовувалася в лабораторії Marine Geospatial Ecology (Університет Дьюка,  Дарем, Північна Кароліна, США), працювала над загальнодоступністю результатів проєкту.

## Брали участь
Важливість програми була визнана багатьма країнами, тому в них були створені спеціальні комітети (National or Regional Implementation Committees (NRICs)), які мали забезпечувати локальні дослідження і сприяти розширенню географія роботи проєкту. Таким чином до списку увійшли:

### Країни
- Австралія
- Індонезія
- Канада
- Китай
- США
- Південна Корея
- Японія

### Сухопутні території
- Субсахарська Африка
- Вест-Індія
- Європа
- Південна Америка

### Водні території
- Аравійське море
- Індійський океан

## Партнери
- Енциклопедія життя
- англ. Consortium for the Barcode of Life
- Google Планета Земля[18]

### Ресурси Інтернету
- Офіційний сайт Перепису населення Океану; За «польовими» напрямками, в порядку перерахунку в тексті
- Офіційний сайт Перепису глибоководного життя
- Офіційний сайт Перепису морських мешканців Антарктики
- Офіційний сайт Розмаїття Північного Льодовитого океану
- Офіційний сайт Continental Margin Ecosystems
- Офіційний сайт Проєкту Тихоокеанського шельфового стеження
- Офіційний сайт Перепису населення коралових рифів
- Офіційний сайт Міжнародного перепису океанських мікроорганізмів
- Офіційний сайт Проєкту «Екосистема Серединно-Атлантичного хребта»
- Офіційний сайт Природної географії прибережних зон
- Офіційний сайт Програми затоки Мен
- Офіційний сайт Загального перепису морських мешканців підводних гір
- Офіційний сайт біогеографії глибоководних хемосинтезних екосистем
- Офіційний сайт Перепису зоопланктону
- Перепис населення Океану включає вже 122 500 відомих видів, пройдено півдороги до закінчення проєкту в жовтні 2010 року на sciencedaily.com, 30 червня 2008 року